# Mina Miyajima
Mina Miyajima (japanisch 宮島 未奈, Miyajima Mina; * 1983 in der Präfektur Shizuoka) ist eine japanische Autorin, die 2024 mit ihrem Buch Naruse will die Welt erobern beim Großen Preis der Buchhändler auf den ersten Platz gelangte.

## Leben und Karriere
Mina Miyajima wollte schon als Drittklässlerin Schriftstellerin werden. Damals erhielt sie eine positive Rückmeldung zu einer von ihr verfassten Buchkritik, die sie zum Schreiben motivierte. Allerdings gab sie als Zwanzigjährige ihren Traum auf, heiratete nach ihrem Studium der Literatur an der Universität Kyōto und zog mit ihrem Mann nach Ōtsu. Dort arbeitete sie von Zuhause aus und widmete sich der Erziehung ihrer Tochter.
2017 motivierte sie das Buch von Tomihiko Morimi, in dem zwei Welten beschrieben werden, sich wieder dem Schreiben zuzuwenden. Im Jahr 2018 gewann sie den Cobalt Short Story Newcomer Award (unter dem Namen Mū Miyajima) für An zweiter Stelle bist du (二位の君, Ni-i no kimi).
Sie bewarb sich mehrfach um den renommierten R-18 Literaturpreis von Frauen für Frauen (R-18文学賞, R-18 bungaku shō), den sie 2021 für ihre Kurzgeschichte Danke, Seibu Ōtsu Filiale (ありがとう西武大津店, Arigato Seibu Otsu-ten) erhielt. Ihr erstes Buch, das diese Geschichte enthält, veröffentlichte sie 2023. Es wurde ein Bestseller, der 2024 mit dem ersten Platz des Großen Preis der Buchhändler ausgezeichnet wurde. In dem Band geht es um Akari Naruse, eine Oberschülerin, die in Ōtsu am Biwa-See lebt, dem Wohnort von Mina Miyajima. In mehreren Kurzgeschichten wird das Leben der Oberschülerin humorvoll geschildert. Takino Yūsaku erklärte in seiner Buchbesprechung auf nippon.com den Erfolg ihres Buchs auch damit, dass es „voller realer Orte und liebevoll beobachteter lokaler Details“ der Stadt Ōtsu stecke.
2024 brachte Mina Miyajima ihr zweites Buch mit ihrer Heldin Akari Naruse heraus, in der die junge Frau studiert. Naruse folgt dem Weg, an den sie glaubt schaffte es, bei dem Großen Preis der Buchhändler 2025 auf Platz 10 zu gelangen.
2024 erschien außerdem ihr Buch Hochzeits-Maestro, das sie auf Anfrage eines Redakteurs schrieb. In dem Buch geht es um den Beschluss eines 40-Jährigen, sein Leben zu verändern.

## Veröffentlichungen (Auswahl)
- 成瀬は天下を取りにいく(Naruse wa tenka o tori ni iku, Naruse will die Welt erobern), Shinchosha 2023, ISBN 978-4-10-354951-2.
- 婚活マエストロ (Kon katsu maesutoro, Hochzeits-Maestro), Bungeishunjūsha 2024, ISBN 978-4-16391908-9.
- 成瀬は信じた道をいく(Naruse wa shinjitai michi o iku, Naruse folgt dem Weg, an den sie glaubt), Shinchōsha  2024, ISBN 978-4-10-354952-9.